# ソラユメ
『ソラユメ』は、TAKUYOより2008年6月19日に発売されたPlayStation 2用ゲームソフト。2009年5月28日にはPSP版が発売され、2014年7月17日にはPS Vita版が発売された。

## あらすじ
夏休みも終盤を迎えた8月24日、平凡な女子高生・守永皐月は、両親の留守中に謎めいた指輪・クリソベリルを見つけて指にはめてみた。すると、指輪からルーエン＝エグランティーンという悪魔が出てきた。
彼女の“特に願ったわけでもない願い”をかなえたルーエンは、その見返りとして、魔石・ヘリオトロープを見つけてほしいと頼んだ。
ルーエンに押された彼女は、軽い気持ちでその頼みごとを引き受けた。
だが、魔石・ヘリオトロープのはめ込まれたその指輪は指にはめた者の理性を破壊し狂気へと落とし込むという恐ろしい代物だった。
さらに、ルーエンと過ごす中で、皐月は世界に変化が起きていることに気づく。

## システム
物語の流れは大まかに、ルーエンと出会ってからの1週間と、2学期が始まり世界に変化が起きた1週間、皐月が異変を解決する1週間に分かれており、最初の1週間でルートが決定する。
システムはオーソドックスなアドベンチャーゲームだが、ルーエンの使い魔を召喚することによってキャラクターの好感度が変化したり、選択肢が追加される。使い魔の召喚はプレイヤーの任意だが、1日に1回しか召喚できない。

## 登場人物
守永 皐月（もりなが さつき）
声 - 立野香菜子（少女時代）
本作の主人公。実家は骨とう品店「御剣骨董堂」。決めたことは最後までやり遂げるタイプ。生まれ育った地である美穂呂町をこよなく愛している。
ルーエン＝エグランティーン
声 - 置鮎龍太郎
指輪・クリソベリルに封じられていた悪魔で、封印が解けた後は、皐月の家に居候している。威圧的な言動が目立つが、素直な一面もある。ヘリオトロープを探すことに執念を燃やしている一方、他のことへの関心は乏しい。
山瀬 勇人（やませ ゆうと）
声 - 阪口大助
皐月の幼馴染で、実家は「やませ薬局」。真面目でリーダーシップのある人物だが、間の抜けた言動が目立つ。
水窪 一真（みさくぼ いっしん）
声 - 津田健次郎
皐月のクラスのクラス委員で、幼少時に岬端町から美穂呂町に引っ越してきたという経歴を持つ。一見すると堅物だが、バカ騒ぎが好きで変人じみた一面を持つ。
餘部 透（あまるべ とおる）
声 - 日野聡
皐月が通う高校の3年生で、彼女を天文部へ勧誘した人物。何を言ってもあいまいでつかみどころがない。
御剣 暁（みつるぎ きょう）
声 - 草尾毅
皐月の従兄である大学1年生で、店番兼従妹の様子を見るために守永家に来た。ほんわかした雰囲気を持つ一方、勘が鋭い。
朝峰 涼志（あさみね すずし）
声 - 立花慎之介
皐月のクラスの転入生で、皐月に対して異様に執着する。かわいい見た目だが、毒舌家。
謎の少年
声 - 白石涼子
皐月が夏休みの旅行で出会った少年。
進藤 鈴菜（しんどう すずな）
声 - 藤田咲
皐月の友人。おとなしい性格だが、自分よりも他人のことを優先させる傾向にある。

### 使い魔たち
アガシオン
声 - 佐藤正治
ルーエンの使い魔の一体で、執事としての役割を果たす。
ウァサゴ
声 -安元洋貴
ルーエンの使い魔の一体。無口であまり動かない。この場にあるはずのないものを見せることができる。
ケット・シー
声 -下野紘
ルーエンの使い魔の一体で、右目に眼帯をした二足歩行の猫の姿をしている。探索・追跡能力にたけている。
ハルピュイア
声 -今野宏美
ルーエンの使い魔の一体。仕事が生きがいであり、小さな用件で呼び出されると機嫌を損ねる。

## 開発
TAKUYOではコメディ作品が続いたことから、企画会議で次回作を少しシリアスな作品にしようという流れになり、本作の開発につながった。
シナリオライターの一人である井上愁は、「シナリオが全体的にシリアスな内容だったため、壊れたギャグを入れると浮いてしまって大変だった」とGirl-Styleとのインタビューの中で振り返っている。同じくシナリオライターを務めた藤元と池井菜保も一番苦労した点としてシナリオを挙げている。

## スタッフ
- 原画:仁神ユキタカ、牛川華奈子氏（使い魔）[1]
- シナリオ：井上愁、藤元、池井菜保、犬小屋煙突[1]